# ヒロ・クロサキ
ヒロ・クロサキ（英語: Hiro Kurosaki、日本名：黒崎広嗣〈くろさき ひろつぐ〉、1959-）は日本の出自を持つオーストリアのヴァイオリン奏者。ザルツブルク・モーツァルテウム大学教授。

## 経歴
1959年生まれ。ウィーン音楽アカデミーでフランツ・サモヒル、ナタン・ミルシテインに師事。ロイヤル・フィルハーモニー管弦楽団、ドレスデン・シュターツカペレ、ウィーン交響楽団、ザルツブルク・モーツァルテウム管弦楽団などと共演した。
また、古楽器演奏、バロック・ヴァイオリンの演奏に取り組み、ミッチ・カイグ、イングリット・ザイフェルト、ヴィーラント・クイケンに師事し、レネー・クレメンチッチのクレメンチッチ・コンソート、ウィリアム・クリスティのレザール・フロリサンなどに参加した。古楽器の鍵盤楽器奏者であるリンダ・ニコルソンとも共演している。

## 主なコンクール受賞歴
- 1977年 第7回ヴィエニアフスキ国際ヴァイオリン・コンクールで第5位。
- フリッツ・クライスラー国際コンクール